# Longuevillette
Longuevillette – miejscowość i gmina we Francji, w regionie Hauts-de-France, w departamencie Somma.
Według danych na rok 1990 gminę zamieszkiwało 69 osób, a gęstość zaludnienia wynosiła 33 osoby/km² (wśród 2293 gmin Pikardii Longuevillette plasuje się na 928. miejscu pod względem liczby ludności, natomiast pod względem powierzchni na miejscu 1118.).